# Federico Kleger

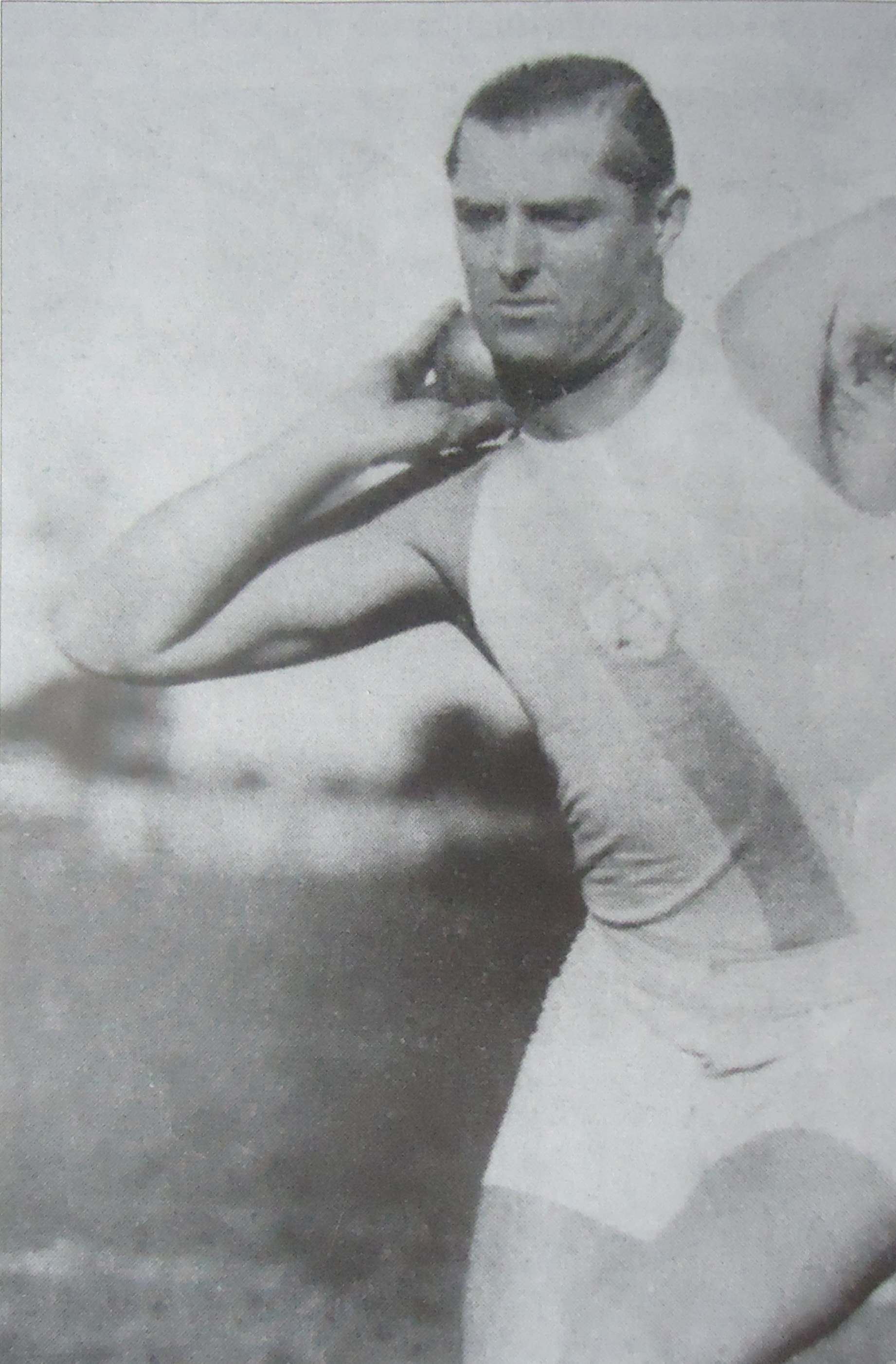
Federico Kleger 1931

Federico Esteban Kleger (* 9. Januar 1903 in Wynberg, Südafrika; † 1952) war ein argentinischer Leichtathlet, der bei den Olympischen Spielen 1928 den siebten Platz und bei den Olympischen Spielen 1932 den sechsten Platz im Hammerwurf belegte.
Der 1,85 Meter große Kleger siegte bei den Südamerikameisterschaften 1926 mit 46,46 Metern und bei den Südamerikameisterschaften 1927 mit 46,69 Metern. Bei den Olympischen Spielen 1928 in Amsterdam erreichten sechs Werfer das Finale, die Plätze dahinter wurden nach der Platzierung in der Qualifikation gereiht. Kein Hammerwerfer aus Südamerika erreichte das Finale, aber in der Ergebnisliste liegt Kleger mit 46,61 Metern auf dem siebten Platz vor dem Chilenen Ricardo Bayer mit 46,34 Metern.
Bei den Südamerikameisterschaften 1929 gewann Kleger mit 49,565 Metern seine dritte Goldmedaille in Folge. 1931 belegte er mit 45,37 Metern hinter dem Chilenen Pedro Goić den zweiten Platz. Bei den Olympischen Spielen 1932 in Los Angeles warf Kleger den Hammer auf 48,33 Meter und belegte den sechsten Platz mit genau zwei Metern Rückstand auf die Bronzemedaille.
Seine persönliche Bestleistung von 53,51 Meter warf Kleger im Finale der Südamerikameisterschaften 1933 in Montevideo, er gewann den Wettkampf mit fast acht Metern Vorsprung auf den Chilenen Antonio Barticevic. Als Meisterschaftsrekord hielt diese Leistung bis 1958 stand. 1937 gewann Kleger mit 48,85 Metern Silber hinter dem Brasilianer Assis Naban. Seine letzte Medaille erkämpfte Kleger 1941 mit Bronze.